# Прохорова, Юлия Александровна
Юлия Александровна Прохорова (род. 15 июля 1987, Москва) — российская спортсменка, игрок в настольный теннис. Бронзовый призёр чемпионата Европы 2015 года в командном разряде. Трёхкратная чемпионка России в одиночном разряде (2007, 2011, 2016). Шестикратная чемпионка России в парном разряде (2010, 2011, 2013, 2014, 2015, 2017). Четырёхратная чемпионка России в миксте (2016, 2018, 2020, 2021).
В 2009 году окончила Российский государственный университет физической культуры, спорта, молодёжи и туризма (кафедра теории и методики индивидуально-игровых видов спорта).
Наивысшая 83-я позиция в мировом рейтинге Международной федерации настольного тенниса (ITTF) была достигнута в июне 2016 года.

## Достижения
- Бронзовый призёр чемпионата Европы 2015 года в командном разряде в Екатеринбурге. В состав команды входили Яна Носкова, Анна Тихомирова, Полина Михайлова, Мария Долгих и Юлия Прохорова.
- Трёхкратная чемпионка России по настольному теннису в одиночном разряде (2007, 2011, 2016).
- Шестикратная чемпионка России в парном разряде (в паре с Анастасией Вороновой в 2010, 2011, 2013, 2014, 2015 годах, и в паре с Екатериной Гусевой в 2017 году).
- Трёхратная чемпионка России в миксте (в паре с Алексеем Ливенцовым в 2016 году и 2020 году[8]; в паре с Вячеславом Буровым в 2018 году).
- Трёхкратная чемпионка Европы по настольному теннису среди студентов (2006—2008)[9].
- В сентябре 2016 года Юлия Прохорова вместе с Георгиной Пота из Венгрии выиграла парный турнир на этапе Мирового тура в Бельгии[10].